# Pisiscalpellum withersi
Pisiscalpellum withersi is een rankpootkreeftensoort uit de familie van de Scalpellidae. De wetenschappelijke naam van de soort is voor het eerst geldig gepubliceerd in 1958 door Utinomi.